# Chrysometa browni
Chrysometa browni là một loài nhện trong họ Tetragnathidae.
Loài này thuộc chi Chrysometa. Chrysometa browni được Herbert W. Levi miêu tả năm 1986.